# Jersey Girl
Jersey Girl (Brasil: Menina dos Olhos / Portugal: Era uma Vez... um Pai) é um filme estadunidense de 2004 do genero comédia dramática, dirigido por Kevin Smith.

## Sinopse
Publicitário perde a esposa e o emprego, e é obrigado a voltar para a casa de seu pai, no subúrbio de Nova Jersey, para criar sozinho sua pequena (e precoce) filha.

## Elenco
- Ben Affleck - Ollie Trinké
- Raquel Castro - Gertie Trinké
- Jennifer Lopez - Gertrude Steiney
- Liv Tyler - Maya
- George Carlin - Bart Trinké
- Stephen Root - Greenie
- Mike Starr - Block
- Jason Biggs - Arthur Brickman
- Will Smith - Ele mesmo
- Jason Lee
- Matt Damon